# Ericeia intracta
Ericeia intracta là một loài bướm đêm trong họ Erebidae.